# 埼玉県立松伏高等学校
埼玉県立松伏高等学校（さいたまけんりつ まつぶしこうとうがっこう）は、埼玉県北葛飾郡松伏町ゆめみ野東二丁目に所在する公立の高等学校。

## 概要
普通科、普通科・情報ビジネスコース、音楽科の2学科1コースを設置している。音楽科の専攻は、ピアノ・声楽・管弦打楽器（管楽器/弦楽器/打楽器）・ミュージカルの4つ。
2015年度の募集人員は普通科120名、情報ビジネスコース80名、音楽科40名。
音楽科専用校舎として、2階建ての音楽棟「シンフォニア」がある。合奏室や合唱室、鑑賞室、講義室、レッスン室などがある。

レッスン室は、防音かつ冷暖房完備で18室あり、10室以上にはグランドピアノが2台ずつ設置されており、専攻の個人レッスンで使用する。朝・昼休み・放課後の自主的な練習でも開放している。音楽棟は、放課後には吹奏楽部や合唱部も利用する。
2014年度から制服が新しくなった。

## 設置学科
- 普通科
  - 情報ビジネスコース
- 音楽科
  - ピアノ専攻
  - 声楽専攻
  - 管弦打楽器専攻
  - ミュージカル専攻

## 沿革
- 1981年（昭和56年） - 開校。普通科設置
- 1989年（平成2年） - 普通科に情報コースを設置
- 1993年（平成6年） - 音楽科設置
- 1994年（平成7年） - 情報コースを情報ビジネスコースに改組
- 2005年（平成18年） - 音楽科にミュージカル専攻を新設

## 進路
平成26年度の進路は、普通科は専門学校47％、就職30％、大学・短大18％で、情報ビジネスコースは就職50％、専門学校28％、大学・短大18％。

音楽科は進学が多く、大学・短大53％、専門学校26％、就職8％。
平成23年度卒業生の主な四年制大学合格先は、東京芸術大学、日本大学、文教大学、流通経済大学、聖徳大学、東京家政大学など。

## クラブ
音楽科がある高校ということもあり、合唱部と吹奏楽部は全国大会に出場経験がある強豪。
合唱部
全日本合唱コンクール全国大会5年連続7度出場
- 2006年 - 第59回全日本合唱コンクール全国大会・金賞
- 2010年 - 第63回全日本合唱コンクール全国大会・銅賞
- 2011年 - 第64回全日本合唱コンクール全国大会・銅賞
- 2012年 - 第65回全日本合唱コンクール全国大会・銀賞
- 2013年 - 第66回全日本合唱コンクール全国大会・金賞、広島県教育委員会賞受賞（第3位）
- 2014年 - 第67回全日本合唱コンクール全国大会・金賞

吹奏楽部
全日本吹奏楽コンクール2度出場
- 2008年 - 第56回全日本吹奏楽コンクール・銅賞
- 2012年 - 第60回全日本吹奏楽コンクール・銀賞

東日本学校吹奏楽大会4年連続4度出場
- 2003年 - 第3回東日本学校吹奏楽大会・金賞
- 2004年 - 第4回東日本学校吹奏楽大会・金賞
- 2005年 - 第5回東日本学校吹奏楽大会・金賞
- 2006年 - 第6回東日本学校吹奏楽大会・金賞

## 交通
- 吉川駅・北越谷駅東口より、茨城急行自動車のエローラ行き「松伏高校前」バス停で下車すぐ。
- 新越谷駅・南越谷駅」より、ジャパンタローズの東埼玉テクノポリス行き「松伏高校前」バス停すぐ。

## 著名な卒業生
- 森川ジョージ - 漫画家
- 安野太郎 - 作曲家、アーティスト
- 川畑麻衣子 - クラリネット奏者
- RaMu - グラビアアイドル
- YUMIKO (音楽プロデューサー)

## 出演
石井杏奈 (E-girls)出演の積水ハウスのCM撮影で本校舎が使用された。
2014年に放送されたヨルタモリのコント企画で、「私立 湯島女子高等学校」(架空の設定)の合唱部として女子生徒に扮したタモリと本校の合唱部の生徒一同が出演した。